# Ziaire Williams
Ziaire Williams (* 18. September 2001 in Lancaster, Kalifornien) ist ein US-amerikanischer Basketballspieler, der seit 2024 bei den Brooklyn Nets in der National Basketball Association (NBA) unter Vertrag steht.

## Werdegang
Williams spielte im Schüleralter für die Mannschaft der Notre Dame High School in Los Angeles (US-Bundesstaat Kalifornien) sowie in der Saison 2019/20 im selben Bundesstaat für die Sierra Canyon School. Seine Leistungen brachten ihm Angebote mehrerer namhafter Hochschulen ein, darunter die University of California, Los Angeles, die University of North Carolina, die University of Arizona, die University of Southern California und die Stanford University. Williams, der zu dieser Zeit in mehreren Ranglisten als der beste Flügelspieler seines Jahrgangs in den Vereinigten Staaten geführt wurde, gab Stanford eine Zusage. Williams war als Schüler Mannschaftskamerad der Söhne von Lebron James und Dwyane Wade, James und Wade bezeichnet Williams als seine Onkel.
Williams spielte in der Saison 2020/21 für Stanfords Hochschulmannschaft. Er erzielte in 20 Einsätzen im Schnitt 10,7 Punkte und 4,6 Rebounds je Begegnung, angeführt wurde Stanford in beiden statistischen Werten in diesem Spieljahr vom Deutschen Oscar da Silva. Beim im Juli 2021 abgehaltenen Draftverfahren der NBA wurde Williams an zehnter Stelle von den New Orleans Pelicans ausgewählt, die die Rechte an dem Flügelspieler aber im Rahmen eines Tauschhandels an die Memphis Grizzlies abtraten. Für Memphis erzielte er bis zum Ende der Saison 2023/24 7,5 Punkte je Begegnung in NBA-Hauptrundenspielen. Ihm wurden nach drei Jahren in der nordamerikanischen Liga nach wie vor große Entwicklungsmöglichkeiten zugeschrieben.
2024 kam er zu den Brooklyn Nets, der Wechsel wurde im Rahmen eines Spielertausches vollzogen.

### Nationalmannschaft
2019 gewann Williams mit der US-Auswahl die Goldmedaille bei der U19-Weltmeisterschaft.

## Karriere-Statistiken

### NBA

#### Hauptrunde
| Saison  | Team     | GP  | GS | MPG  | FG % | 3P % | FT % | RPG | APG | SPG | BPG | PPG  |
| ------- | -------- | --- | -- | ---- | ---- | ---- | ---- | --- | --- | --- | --- | ---- |
| 2021–22 | Memphis  | 62  | 31 | 21.7 | .450 | .314 | .782 | 2.1 | 1.0 | 0.6 | 0.2 | 8.1  |
| 2022–23 | Memphis  | 37  | 4  | 15.2 | .429 | .258 | .773 | 2.1 | 0.9 | 0.4 | 0.2 | 5.7  |
| 2023–24 | Memphis  | 51  | 15 | 20.4 | .397 | .307 | .827 | 3.5 | 1.5 | 0.7 | 0.2 | 8.2  |
| 2024–25 | Brooklyn | 63  | 45 | 24.5 | .412 | .341 | .821 | 4.6 | 1.3 | 1.0 | 0.4 | 10.0 |
| Gesamt  | Gesamt   | 213 | 95 | 21.1 | .421 | .316 | .811 | 3.2 | 1.2 | 0.7 | 0.3 | 8.3  |

#### Playoffs
| Saison  | Team    | GP | GS | MPG  | FG % | 3P % | FT % | RPG | APG | SPG | BPG | PPG |
| ------- | ------- | -- | -- | ---- | ---- | ---- | ---- | --- | --- | --- | --- | --- |
| 2021–22 | Memphis | 10 | 1  | 16.8 | .442 | .306 | .923 | 1.6 | 0.5 | 0.5 | 0.0 | 6.9 |
| 2022–23 | Memphis | 4  | 0  | 3.0  | .286 | .333 | .000 | 0.5 | 0.5 | 0.0 | 0.0 | 1.3 |
| Gesamt  | Gesamt  | 14 | 1  | 12.9 | .424 | .308 | .923 | 1.3 | 0.5 | 0.4 | 0.0 | 5.3 |